# ماتشو بيتشو
مدينة ماتشو بيتشو أو القلعة الضائعة (بالإنجليزية: Machu Picchu)‏ وتعني كلمة ماتشو بيتشو باللغة الإنكية “قمة الجبل القديمة”. بنيت هذه المدينة من قبل شعب الإنكا في القرن الخامس عشر، تقع هذه المدينة في كوزكو في البيرو بين جبلين من سلسلة جبال الأنديز على ارتفاع 2340 متراً فوق سطح البحر، وعلى كلا جانبيها هاوية سحيقة يبلغ ارتفاعها حوالي 600 متر، قامت منظمة اليونسكو بتصنيف هذه المدينة في قائمة التراث العالمي عام 1983. وهي إحدى عجائب الدنيا السبع الجديدة.

## الاكتشاف

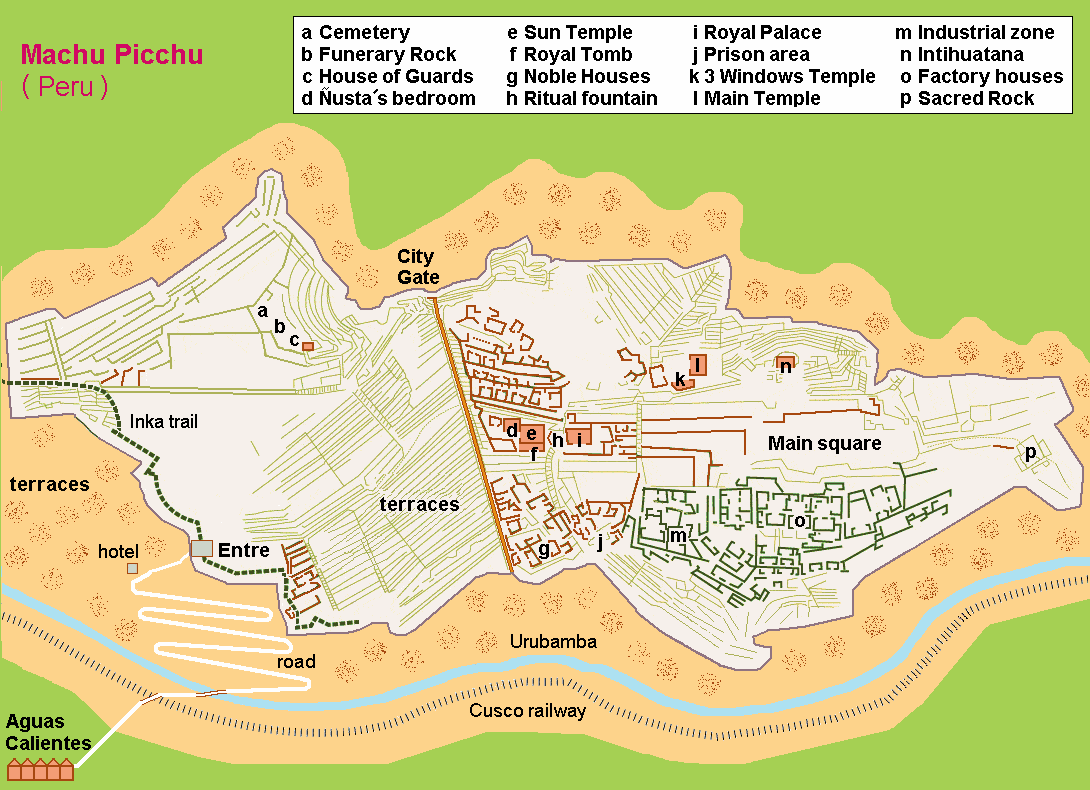
خريطة ماتشو بيتشو

في 24 يوليو 1911 اكتشف المستكشف الأمريكي هيرام بينغهام أطلال مدينة ماتشو بيتشو القديمة المغطاة بغابات استوائية كثيفة والمثير أنه تم اكتشاف هذه المدينة بالصدفة، عندما كان يبحث عن آثار الإنكا التي دمرها الأسبان، وبعد تسلقه لجدار جبلي محاطاً بصخور كثيرة وغير واضح من الوادي وكان المدخل قد سد بزلزال قبل سنوات طويلة. رأى الجدران وهي مغطاة بالأوراق والمنازل منسقة بعناية مما دل على أن مدينة كبيرة قامت في هذا المكان ليكتشف هذه المدينة المخبأة وسط السحاب بتنظيمها وبنائها البديع. ثم بدأت ماتشو بيتشو تظهر حضارتها الرائعة رويداً رويداً أمام العالم الحديث.

## بنائها

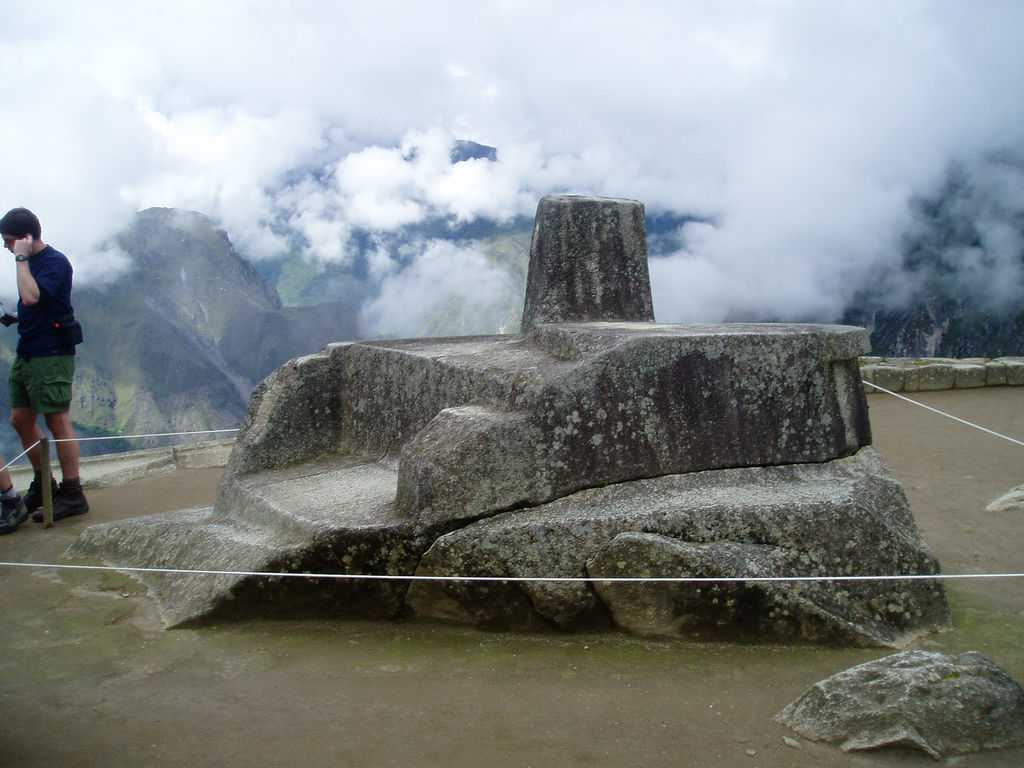
الساعة الشمسية لحضارة الأنكا لقياس الوقت

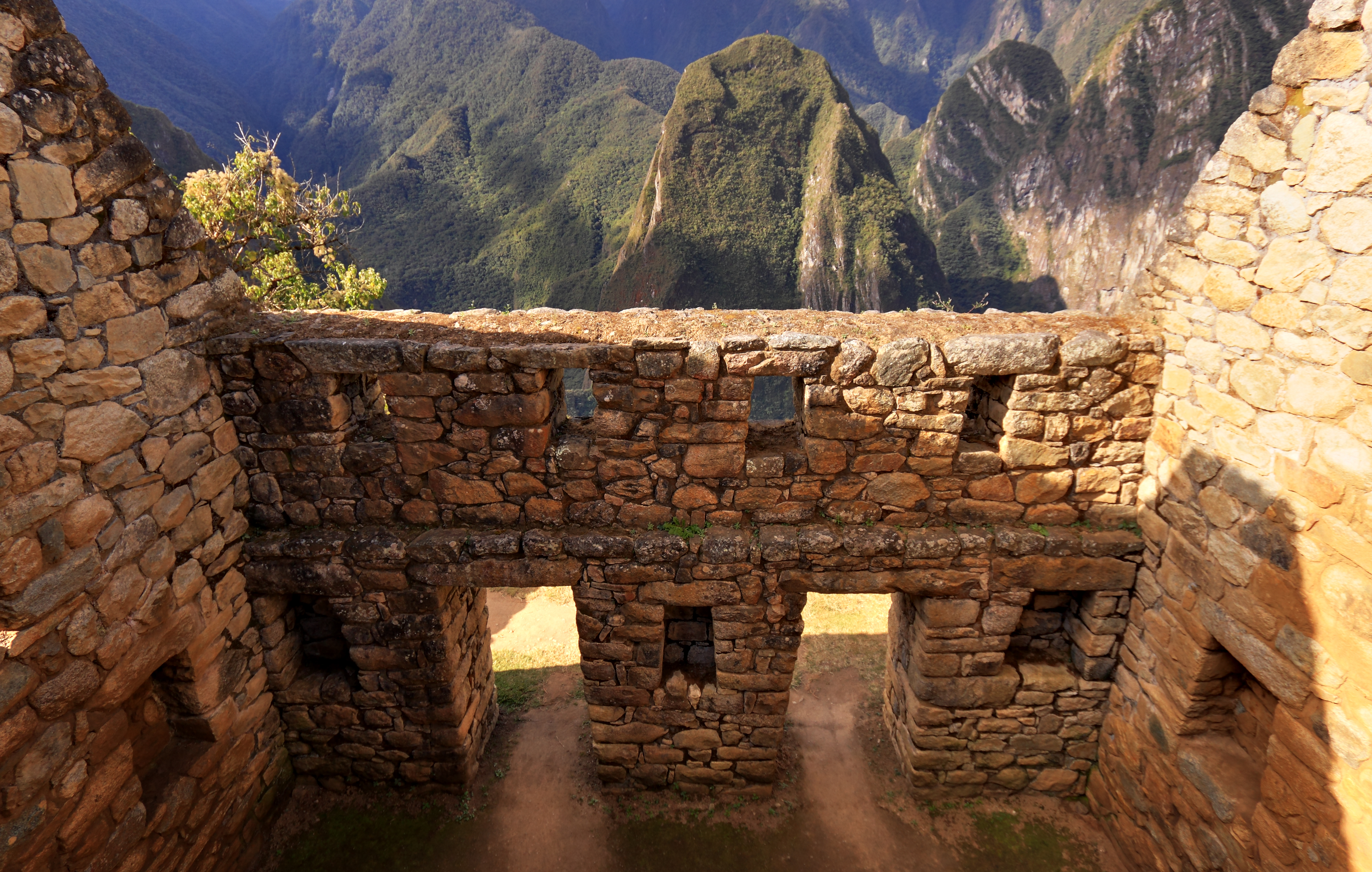

وعلى الرغم من جمال وعبقرية المكان، إلا أن هذا ليس التميز الوحيد لماتشو بيتشو، بل العجيب أن هذه المدينة مبنية بأسلوب عصري لا يناسب حضارة قديمة لم تعرف الكتابة!
فتحتوي المدينة على شوارع صغيرة مرتبة، وبنايات وقصور ومعابد وحدائق وقنوات ري وبرك استحمام، والعجيب أن المدينة بأكملها مبنية من أحجار كبيرة الحجم ومتراصة فوق بعضها بدون أي أدوات تثبيت! وبفضل هذه العجبية المدهشة صنفت منظمة اليونسكو مدينة ماتشو بيتشو في قائمة «التراث العالمي» عام 1983. 

## السياحة وتنظيم الزيارات
منذ فتحها للعامة، أصبحت ماتشو بيتشو من أبرز الوجهات السياحية في العالم، إذ تستقطب سنويًا أكثر من نصف مليون زائر.
وفي إطار تنظيم الزيارات المتزايدة، أعلنت وزارة الثقافة في بيرو في يونيو 2024 عن اعتماد عشرة مسارات جديدة داخل الموقع، تهدف إلى تخفيف الازدحام وتحسين تجربة الزوار، مع الحفاظ على سلامة المعالم الأثرية.
وفي عام 2025، تم تحديد سقف يومي لعدد الزوار، لا يتجاوز 5,600 زائر في أوقات الذروة، و4,500 زائر في باقي أيام العام، كجزء من إجراءات الحفاظ على الموقع الأثري والحد من التأثيرات البيئية الناتجة عن كثافة الحركة السياحية.

## جغرافيتها
يبلغ ارتفاع المدينة 2223 مترا عن سطح البحر وتوجد المدينة على شفا هاويتين تحيطان بها بانحدار طوله 600 متر مغطى بغابات كثيفة، بينما يجري أسفلها نهر أولو بانبا لترسم كل هذه العناصر مشهداً مهيباً لهذه المدينة الغامضة. وهي قرب نهر أوروبامبا وهي على بعد 120 كم شمال كوزكو.

## تاريخها
تلقب مدينة ماتشو بيتشو «بالمدينة المفقودة» لشعب الإنكا القديم. وتعنى الكلمة «ماتشو بيتشو» في اللغة الانكية القديمة «قمة الجبل القديم». وصنفت المدينة ضمن قائمة المناطق المقدسة القديمة العشرة في العالم بسبب بيئتها المتميزة بجوّ مقدس وسحري وإيماني.
ولا يوجد أي سجلّ مكتوب لتاريخ إنكا لأن الحضارة الانكية ما كانت لها كتابة واعتمد تسجيل التاريخ على النقل الشفوي.ولا يعرف العلماء أو الباحثون تاريخ بناء هذه المدينة أو سبب بنائها، لكن العلماء يظنون أنها لم تكن للمعيشة وإنما كانت لتقديم القرابين، حيث وجد العلماء جثث أعداد كبيرة من النساء في هذه المدينة. وهو الأمر الذي يتوافق مع ما نعرفه من عبادة شعب الإنكا للشمس وظنهم أن النساء هُنّ بنات الشمس المقدسة!
ويعتقد أن شعب إنكا القديم في هذه المدينة لم يرغب في احتلال الإسبانيين للمدينة واختطاف حضارتهم الباهرة، فبقوا صامتين ولم يتكلموا عنها أبدا. وإلى جانب ذلك بنيت المدينة على قمة جبل محاط بغابات كثيفة، ولم يجدها الأسبانيون.
ويتوقع البعض أنها بنيت في أواخر القرن الخامس عشر عندما وصل إمبراطور إنكا إلى ذروة مجده. وكانت هذه المدينة مكاناً لتقديم القرابين والأنشطة الدينية الأخرى.
وفي ماتشو بيتشو الكثير من الحدائق والأروقة والبنايات والقصور الفخمة، والترع وقنوات الري وبركات الاستحمام. وتربط السلالم الحجرية بين الحدائق والشوارع المختلفة الارتفاع. وقال الرائد الأمريكي هايلم بينغم إن هذه المباني الحجرية معجزة صعبة التصديق. وقال بعض الناس إنه مستحيل أن يكون شعب إنكا القديم قد بنى هذه المباني العجيبة بدون أدوات حديثة ومعارف معمارية وهندسية، فخمنوا أن الكائنات الفضائية قد نزلت إلى هذا المكان قبل آلاف السنين وبنت هذه المدينة، أو بناها إله الشمس وغيرهما من الحكايات الخيالية. ومهما كانت كيفية بناء مدينة ماتشو بيتشو، يدفع وجودها الناس إلى المزيد من الاكتشاف والتعرف على هذا الشعب القديم السحري والذكي.
وتلقب ماتشو بيتشو «بالحديقة المعلقة» لانها مبنية على قمة جبل شديد الانحدار.